# Відкритий лист до аматорів

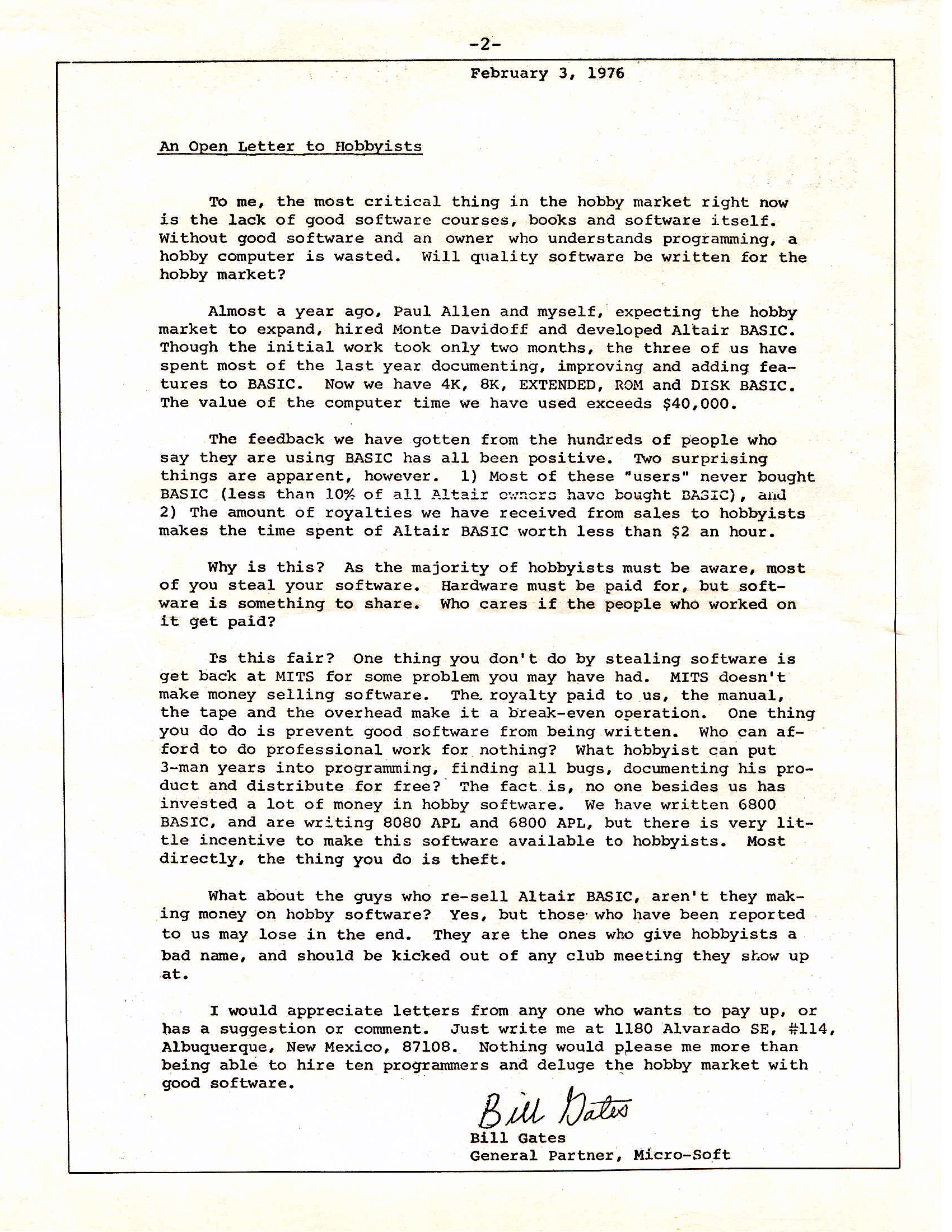
Відкритий лист Білла Гейтса до аматорів у розсилці Homebrew Computer Club, січень 1976

Відкритий лист до аматорів (англ. Open Letter to Hobbyists) — відкритий лист 1976, написаний Біллом Гейтсом, співзасновником Microsoft, на зорі ери персональних комп'ютерів. У цьому листі Гейтс висловлює розчарування у зв'язку з тим, що більшість комп'ютерних ентузіастів, які використовували Altair BASIC, розроблений Microsoft, не заплатили за цей продукт. Він стверджував, що таке повсюдне несанкціоноване копіювання насправді відлякує розробників від вкладення часу і грошей у створення якісного програмного забезпечення. Гейтс послався на несправедливість безоплатного отримання переваг програмного забезпечення, часу, зусиль і капіталу творців.

## Altair BASIC
У грудні 1974 року Білл Гейтс був студентом Гарвардського університету, а Пол Аллен працював на компанію Honeywell у Бостоні. 1975 року вони побачили комп'ютер Altair 8800 у січневому випуску журналу Popular Electronics. Вони вже писали програми мовою Бейсік під час свого навчання в школі Лейксайд у Сіетлі і зрозуміли, що Альтаїр був досить потужним комп'ютером, щоб підтримувати інтерпретатор Бейсік. Вони хотіли бути першими, хто запропонує Бейсік для Альтаїра і засоби розробки програмного забезпечення, створені ними раніше для свого комп'ютера Traf-O-Data на базі процесора Intel 8008, були гарною основою для цього.
До початку березня Пол Аллен, Білл Гейтс і Монті Давидофф, ще один студент Гарварду, створили інтерпретатор Бейсік, який працював під емулятором на Гарвардському суперкомп'ютері PDP-10. Аллен і Гейтс мали контакт з Едом Робертсом з MITS, і в березні 1975 року Аллен вирушив у Альбукерке, Нью-Мексико, щоб перевірити написаний інтерпретатор на Altair 8800. На подив Пола Аллена і Еда Робертса, програмний засіб працював на новому комп'ютері.
MITS погодилася ліцензувати програмне забезпечення Аллена і Гейтса. Пол Аллен залишив роботу в Honeywell і став віце-президентом і директором MITS з зарплатою 30 000 доларів на рік. Білл Гейтс на той момент ще навчався в Гарварді і став просто співпрацювати з MITS. У жовтні 1975 року в інформаційному бюлетені компанії його посада зазначена як «фахівець з програмного забезпечення». 22 липня 1975 року MITS підписала контракти з Алленом і Гейтсом. Вони отримали 3000 доларів під час підписання контрактів і роялті за кожну продану копію їхнього продукту (30 доларів за 4К-версію, 35 доларів за 8K-версію і 60 доларів за розширену версію). Договір мав межу 180 000 доларів і MITS отримала ексклюзивну всесвітню ліцензію на програму на 10 років. MITS також мала надавати комп'ютерний час, необхідний для розвитку на PDP-10, що належить шкільного округу Альбукерке.
У квітневому випуску Computer Notes 1975 року з'явився заголовок статті «Altair Basic — Up and Running». Продажі Altair 8800 стали приносити компанії чистий прибуток. На додачу до комп'ютера MITS продавали плати додаткової пам'яті, плати вводу/виводу і інші компоненти. За купівлі двох додаткових 4K-карт пам'яті 8K BASIC коштував всього 75 доларів, тоді як початкова ціна на окремий продукт BASIC становила 500 доларів.
MITS купила мінівен і завантажила його з повною номенклатурою своїх товарів. Команда «MITS-Mobile» гастролювала по США, давала семінари щодо використання комп'ютера Altair 8800 і Altair BASIC.
Homebrew Computer Club був одним з перших комп'ютерних аматорських клубів в Пало-Альто, Каліфорнія. На першому засіданні клубу в березні 1975 року Стів Домпієр описав свої відвідини заводу MITS в Альбукерке, де він спробував забрати своє замовлення. Він пішов з комп'ютером початкового рівня, укомплектованим тільки 256 байтами пам'яті. 16 квітня 1975 року на засідання клубу Домпієр запустив невелику програму, яка грала пісню «Fool on the Hill» на сусідньому AM-радіоприймачі. У липні 1975 року в Computer Notes Білл Гейтс описав її як «кращу демо-програму, яку я бачив для Altair». Але Гейтс не міг зрозуміти, як комп'ютер може транслювати радіо (це було реалізовано за допомогою радіочастотних перешкод, контрольованих циклами синхронізації в програмі).

## «Злодії» і «паразити»
У червні 1975 року Homebrew Computer Club Newsletter написав: 
 MITS MOBILE приїхали в готель Rickey's Hyatt House в Пало-Альто 5 і 6 червня. Номер був переповнений (> 150) аматорами і експериментаторами, які прагнули дізнатися про нові електронні іграшки.

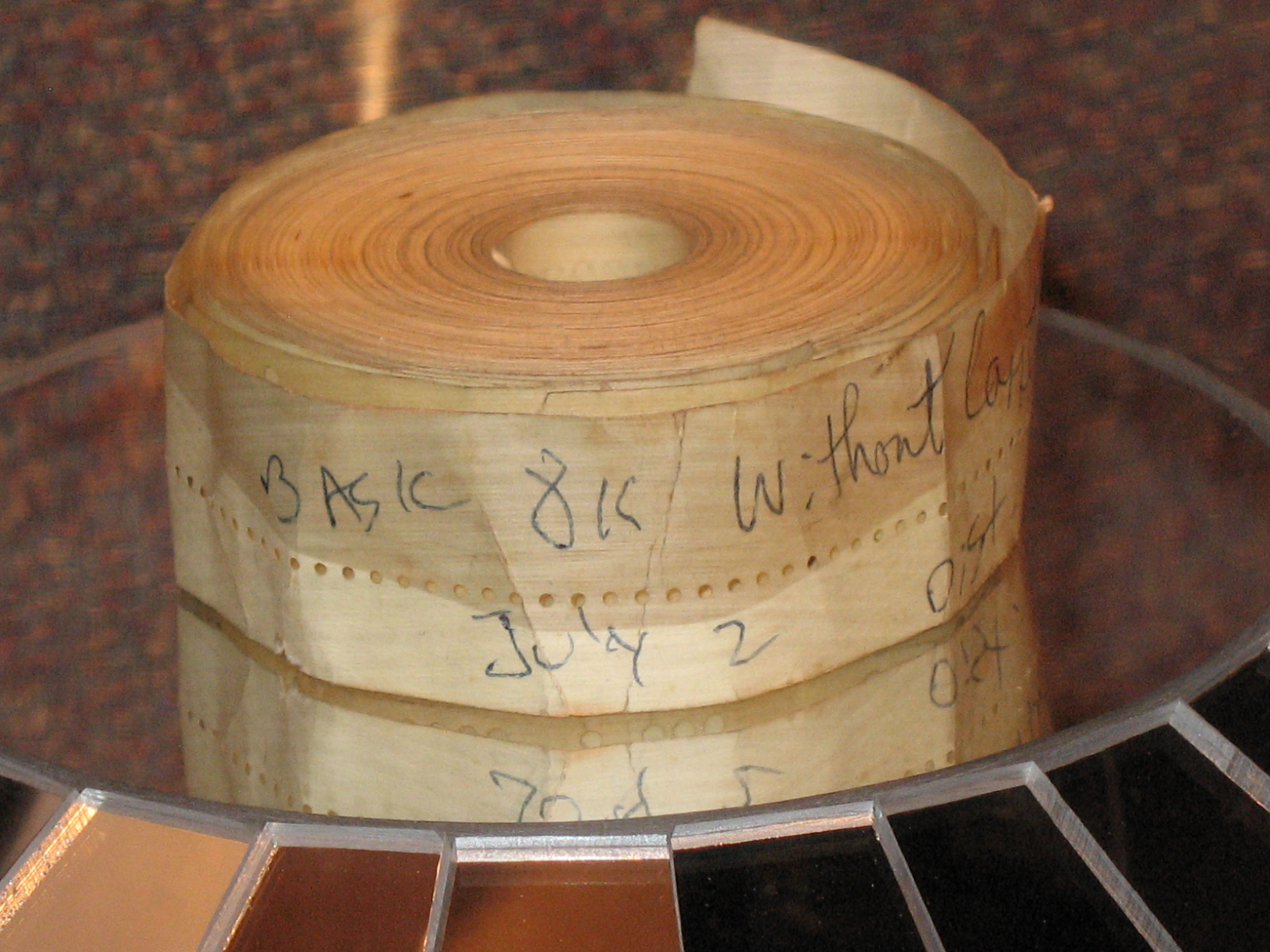
Altair 8K BASIC на паперовій перфострічці. Це був популярний носій до появи недорогих дискет

На семінарі перфострічка, що містила предрелізну версію Altair BASIC, зникла. Стрічка потрапила до Стіва Домпієра, який передав її Дену Соколу, який мав доступ до високошвидкісного стрічковому перфоратора. На наступній зустрічі Homebrew Computer Club була принесена картонна коробка з 50 копіями Altair BASIC на перфострічці.
Вартість повної системи Altair з двома платами 4 КБ динамічного ОЗП від MITS, платою послідовного інтерфейсу і Altair BASIC становила 995 доларів. Однак плати ОЗП, ціною 264 долари, були ненадійними через декілька компонентів і проблеми конструкції. Роберт Марш, підприємливий член Homebrew Computer Club, розробив плату 4 КБ статичної пам'яті, сумісну з Altair 8800 і продавав її за 255 доларів. Він став співзасновником своєї компанії Processor Technology, постачальником однієї з найуспішніших плат, сумісних з Altair 8800. Багато власників комп'ютерів Altair 8800 не стали купувати плати розширення у MITS, вважаючи за краще плати пам'яті від стороннього постачальника з використанням піратської копії Altair BASIC.
Ед Робертс визнав проблеми 4 КБ динамічного ОЗП в жовтневому номері Computer Notes. Ціну було знижено з 264 до 195 доларів, при цьому постійні покупці отримали знижку 50 доларів. Повну ціну окремо продаваного 8K Altair BASIC було знижено до 200 доларів. Робертс відхилив запит користувачів надавати BASIC безкоштовно. Він зазначив, що MITS має зобов'язання перед Microsoft у розмірі 180 000 доларів. Робертс також написав:
|  | всі, хто використовує вкрадену копію BASIC MITS, повинні ототожнювати себе зі злодіями. |

Постачальники апаратного забезпечення від сторонніх виробників звернули увагу на інший коментар:
|  | Останнім часом з'явилася низка паразитарних компаній. |

Плата статичного ОЗП від Processor Technology потребувала більше струму, ніж плата ОЗП від MITS. Говард Фаллмел почав продавати поліпшені блоки живлення і назвав свою компанію Parasitic Engineering. Пізніше Фаллмер допоміг створити промисловий стандарт для універсальної інтерфейсної шини, названої S-100 і розробленої спеціально для Altair 8800.
Наступний 1976 рік приніс багато клонів Altair 8800, таких як IMSAI 8080 і Sol 20, випущений Processor Technology.

## Відкритий лист
До кінця 1975 року MITS планувала випуск нової серії комп'ютерів MITS 680B на базі процесора Motorola 6800 і з 8-дюймовим флоппі-дисководом. Щоб забезпечити роботу Бейсіка на новій платформі, Аллен і Гейтс найняли свого шкільного друга, Ріка Вейланда, для портування інтерпретатора на архітектуру Motorola 6800. Для подібних проектів потрібно більше коштів, однак роялті, які надходили від продажу ліцензійних копій Бейсік, їх не покривали: до цього часу MITS продавала тисячу комп'ютерів на місяць, але Бейсік продавався лише на кілька сотень з них. Молода компанія зіткнулася з випадками комп'ютерного піратства. Розсерджений Гейтс 1976 року пише відкритого листа спільноті аматорів, у якому висловлює розчарування рівнем поширення неліцензійних копій серед користувачів і намагається пояснити вартість розробки програмного забезпечення.

Редактор Computer Notes Девід Баннел з розумінням поставився до позиції Гейтса. Ще у вересневому випуску 1975 року він писав, що «клієнти нелегально копіюють програмне забезпечення MITS»: 
 Тепер я вас питаю: чи повинен музикант мати право збирати гонорар від продажу його записів або чи має письменник право збирати гонорар від продажу своїх книг? Чи відрізняються люди, які копіюють програми, від тих, хто копіює музику і книги? 
 Лист Гейтса переформулював думки Баннелла, викладені у вересневому номері журналу, і те, що Робертс написав у жовтні, проте тон листа витриманий так, ніби аматори крадуть програмне забезпечення безпосередньо у нього, а не у MITS. 
 Чому це так? Як має бути відомо більшості аматорів, переважна частина з вас краде програми. За складники необхідно платити, але програмами можна і поділитися. Кого хвилює, чи заплатять тим, хто працював над ними? 
 Одним з головних адресатів листа був Homebrew Computer Club, його копія була направлена в клуб. Лист також надрукував Computer Notes. Щоб лист не залишився непоміченим, Дейв Баннелл розіслав його через спеціальну поштову доставку в усі великі комп'ютерні видання США.
У листі Гейтс згадує, що вони пишуть APL для мікропроцесорів 8080 і 6800. Програмування мовою APL було популярним у середовищі комп'ютерників у 1970-і роки. Мова використовує набір символів на основі грецького алфавіту, який вимагає спеціального термінала. У більшості аматорів клавіатури не мали спеціальних грецьких символів, необхідних для роботи з APL. Гейтс був зачарований APL, але Аллен сумнівався, що вони могли б продавати такий продукт. Інтерес до APL поступово згас, і програму так і не було створено.

## Реакція

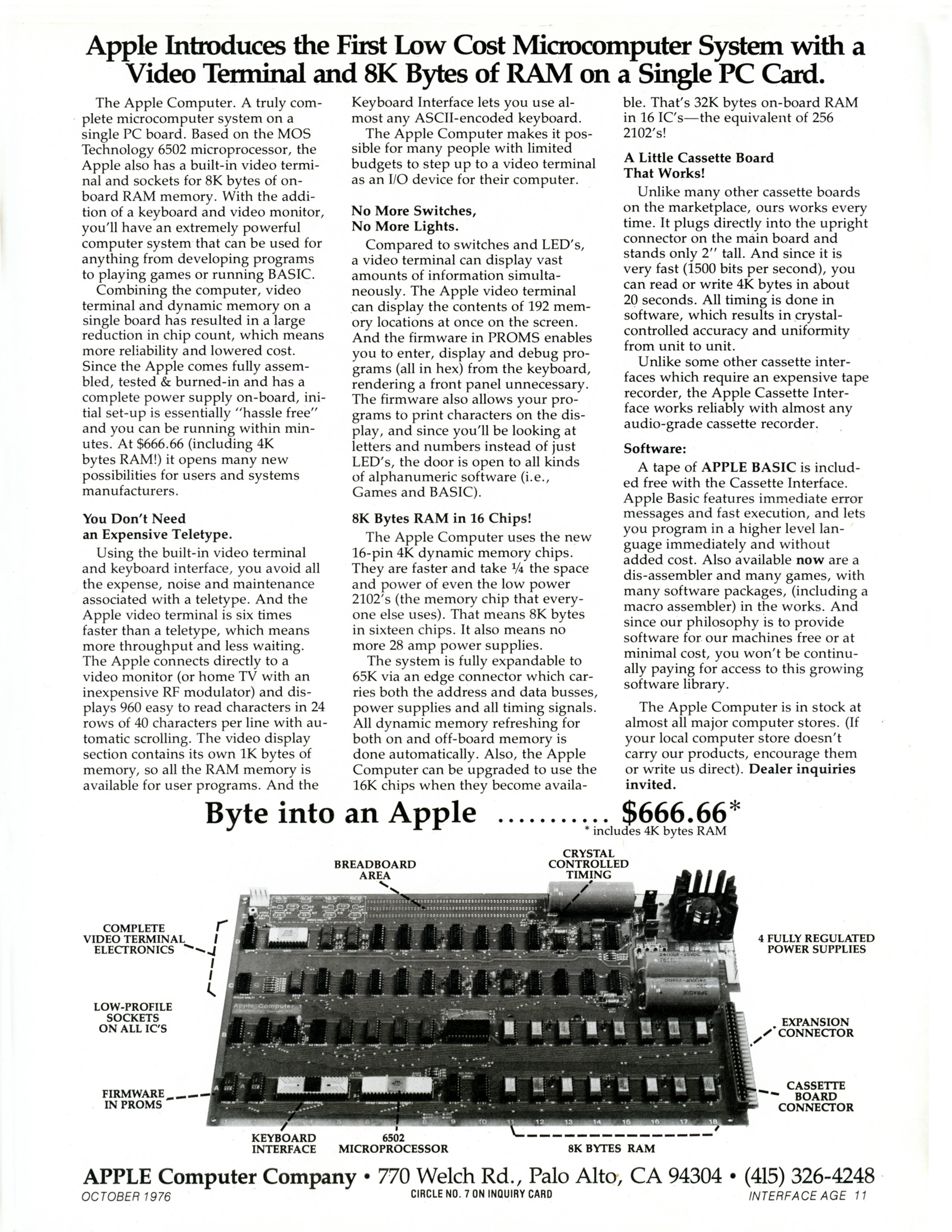
Рекламний листок комп'ютера Apple I. Політика Apple полягала в наданні безплатних або недорогих програм для своїх комп'ютерів.

Лист був помічений і отримав багато відгуків. Багато хто вважав, що програмне забезпечення має йти в комплекті з комп'ютером, а поточний метод поширення програм був проблемою Гейтса. Інші взяли під сумнів вартість розробки програмного забезпечення.
Microsoft уже вирішили питання з гонораром: MITS зобов'язувалася виплатити 31 200 доларів за ліцензійним договором за 6800 BASIC. На майбутні продажі Бейсіка для Commodore PET, Apple II, TRS-80 та інших також було укладено контракти з фіксованими винагородами.
На початку 1976, рекламуючи свій перший комп'ютер, компанія Apple, явно натякаючи на лист Гейтса, заявила: «наша філософія полягає в забезпеченні наших машин безкоштовним софтом або з мінімальною вартістю» і «так, люди, Apple BASIC безкоштовний».
Розробка ПЗ Microsoft проводилася на мейнфреймі DEC PDP-10. Пол Аллен розробив програму, яка могла повністю імітувати нову мікропроцесорну систему. Це дозволило їм написати й налагодити програмне забезпечення до завершення створення нового комп'ютера. 6800 BASIC був готовий до того, як роботу над Altair 680 було завершено. Згадані в листі 40 000 доларів були витрачені на оренду комп'ютерного часу. 2008 року член клубу інженер Лі Фелсенштейн згадував, що у багатьох ця сума викликала сумніви. За його словами, найпевніше, Microsoft не платила таких грошей за оренду часу; найпевніше, Аллен і Гейтс скористалися чиїмось вже оплаченим часом, наприклад компанії Honeywell, на яку працював Пол Аллен.
Хел Сінгер опублікував відкритий лист до Еда Робертса в Micro-8 Newsletter. Хел вказав на те, що MITS обіцяли комп'ютер за 395 доларів, але ціна за працюючу систему становить 1000. Він запропонував подати колективний позов на компанію або розслідувати цей випадок Федеральній комісії з торгівлі в зв'язку з недостовірною рекламою. Хел також згадав, що ходили чутки, ніби Білл Гейтс розробив BASIC для комп'ютера Гарвардського університету, який фінансується урядом США. Він поставив запитання, чому клієнти повинні платити за програмне забезпечення вже оплачене платниками податків?
Білл Гейтс, Пол Аллен, і Монті Давидофф використовували PDP-10 в обчислювальному центрі Гарвардського університету Ейкен. Комп'ютерна система фінансувалася Міністерством оборони США через агентство з перспективних оборонних науково-дослідних розробок США. Посадові особи Гарварда були раді тому, що Гейтс і Аллен (який не був студентом університету) використовували PDP-10 для створення комерційного продукту, але відомо, що цей військовий комп'ютер не охоплювався політикою Гарварда; PDP-10 контролювався професором Томасом Четамом, який вважав, що студенти можуть використовувати машину в особистих цілях. Гарвардський університет у підсумку наклав обмеження на доступ до комп'ютера, а Гейтс і Аллен були змушені для доопрацювання програмного забезпечення використовувати інший комп'ютер, що знаходиться в Бостоні.

## Журнали, що опублікували лист
- Gates, Bill (січень 1976). An Open Letter To Hobbyists. Homebrew Computer Club Newsletter. Mountain View, CA: Homebrew Computer Club. 2 (1): 2. Архів оригіналу за 22 грудня 2019. Процитовано 12 січня 2020.
- Gates, Bill (10 лютого 1976). An Open Letter To Hobbyists. Micro-8 Computer User Group Newsletter. Lompoc, CA: Cabrillo Computer Center. 2 (2): 1.
- Gates, Bill (лютий 1976). An Open Letter To Hobbyists. Computer Notes. Albuquerque, NM: MITS. 1 (9): 3. Архів оригіналу за 23 березня 2012.
- Gates, Bill (11 березня 1976). An Open Letter to Hobbyists. Minicomputer News. Boston MA: Benwill Publishing.
- Gates, Bill (березень–квітень 1976). An Open Letter To Hobbyists. People's Computer Company. Menlo Park, CA: People's Computer Company. 4 (5).
- Gates, Bill (травень 1976). Computer Hobbyists. Radio-Electronics. Т. 47, № 5. New York NY: Gernsback Publications. с. 14, 16. Архів оригіналу за 29 січня 2019. Процитовано 12 січня 2020.

Було також опубліковано кілька відповідей на лист, зокрема один від самого Білла Гейтса.
- Hayes, Mike (лютий 1976). Regarding Your Letter of February 3. Homebrew Computer Club Newsletter. Mountain View, CA: Homebrew Computer Club. 2 (2): 2. Архів оригіналу за 22 грудня 2007. Процитовано 25 листопада 2007.
- Singer, Harold L. (28 березня 1976). An Open Letter to Ed Roberts. Micro-8 Computer User Group Newsletter. Lompoc, CA: Cabrillo Computer Center. 2 (4): 1.
- Gates, Bill (квітень 1976). A Second and Final Letter. Computer Notes. Albuquerque, NM: MITS. 1 (11): 5. Архів оригіналу за 23 березня 2012.
- Childs, Art (травень 1976). Interfacial. SCCS Interface. Los Angeles: Southern California Computer Society. 1 (6): 2, 4. Редактор Art Childs пише про листа, отриманого від «автора Altair Basic» і подальшу суперечку щодо ПЗ.
- Wada, Robert (липень 1976). An Opinion on Software Marketing. BYTE. Т. 1, № 11. Peterborough, NH: BYTE Publications. с. 90, 91.
- Warren, Jim C. (липень 1976). Correspondence. SIGPLAN Notices. ACM. 11 (7): 1. Джим Ворен (англ. Jim Warren), редактор Dr. Dobb's Journal, описує як проєкт Tiny BASIC став альтернативою для аматорського «краденого» ПЗ.
- Moores, Calvin (вересень 1976). Are you an author?. BYTE. Т. 1, № 13. Peterborough, NH: BYTE Publications. с. 18—22. Стаття про законодавство щодо охорони авторських прав на ПЗ з обговоренням «Відкритого листа до аматорів».